# Gottne kraftverk
Gottne kraftverk är en kraftstation i Västernorrlands län.
Åren 1914–1915 byggde Gottne-Yttersels Elektriska Aktiebolag kraftstationen Kvarnfallet med effekten 100 kilowatt i Ytterselsforsen i Moälven. Det nuvarande vattenkraftverket uppfördes 1920–1921. Senare anslöts kraftverket till det framväxande nationella elnätet. Kraftverkets vattenvägar sträcker sig över Anundsjö och Mo socknar där den så kallade Grytstenen alltjämt markerar sockengränsen.
Mellan kraftverket och älven återfinns resterna av en så kallad tullkvarn. Kvarnen drevs av vattenturbiner fram till uppförandet av det nuvarande kraftverket då elektrisk motordrift infördes.
Ett bra år producerar kraftverket sex miljoner kilowattimmar el. Leveransen av el pågår sedan färdigställandet 1921 och dessförinnan från det äldre kraftverket från 1915.
I den statliga utredningen SOU 1924:17 om elektrifiering av landsbygden i Västernorrland kan läsas: ”Gottne-Yttersels Elektriska A.-B. är det största landsbygdsföretaget i länet, vad installerad maskineffekt beträffar, i det densamma utgör 1 000 kVA. Detta bolags 10 kV linjer och deras förgreningar hava framdragits genom Anundsjö, Mo, Själevads och Arnäs socknar, varjämte dessutom interimistiskt Örnsköldsviks stad förses med kraft." samt "Örnsköldsvik. Kraftfrågan är ännu icke definitivt ordnad. Tills vidare erhåller staden sin energi från egen värmekraftcentral för 2 X 110 volt likström, varjämte ett par hundra kilowatt provisoriskt förhyrts från Gottne-Yttersels 10 000 volts nät.”.
Företaget Mo och Domsjö AB har rötterna i platsen där det redan år 1759 anlades ett sågverk med stockfångstprivilegier i Moälven vid Söderåfors – ett annat namn för Ytterselsforsen. Söderåfors sågverk kom att byggas på den västra Söderåsidan. Sågverket flyttades 1779 till en  fors i Moliden några kilometer nedströms där vattnets naturkrafter nyttjades.